# ミラ型変光星
ミラ型変光星（みらがたへんこうせい、Mira variable）、ミラ型星 (Mira star)は、脈動変光星の1種である。くじら座のミラから名づけられた。非常に赤く、脈動周期は100日より長く、変光範囲が可視光で2.5等級より大きい（赤外線では1等級より大きい）という特徴を持つ。恒星の進化の最終段階の赤色巨星であり、数百万年の間に、外層を惑星状星雲として吹き飛ばし、白色矮星になる。

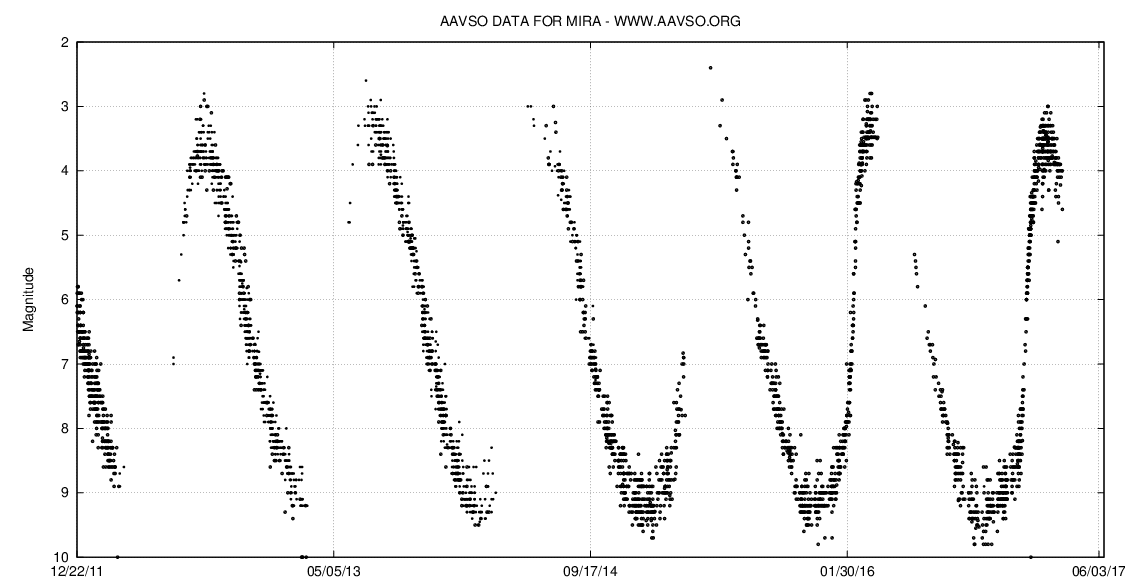
ミラの光度曲線

ミラ型変光星は、太陽質量の2倍よりも小さいと考えられるが、外層が膨張して非常に大きくなっているため、太陽の数千倍も明るくなりうる。恒星全体が膨張、収縮することで脈動していると考えられている。これにより半径とともに温度が変化し、光度の変化を引き起こす。脈動の周期は、恒星の質量と半径の関数になる。ミラ型変光星の当初のモデルでは、この過程によって球対称は保たれると考えられていたが、近年の調査で、IOTA(Infrared Optical Telescope Array)で観測されるミラ型変光星の75%は球対称ではないことが明らかとなった。この結果は、以前の各々のミラ型変光星の観測結果と一致し、これにより現在ではスーパーコンピューターでミラ型変光星の3次元モデルが得られている。
ほとんどのミラ型変光星は、その挙動や性質に共通性を持つが、実際には、年齢、質量、脈動周期、化学組成等に多様性を持つ異質な恒星が集まった分類である。例えば、うさぎ座R星は炭素のスペクトルを持ち、核を構成する物質が表面に移送されていることを示している。この物質は、しばしば恒星の周囲に塵の覆いを作り、周期的な明るさの変化をもたらす。ミラ型変光星の中には、自然のメーザー源になっているものもある。
また、ミラ型変光星の中には、時間が経つに従って、数十年から数世紀の単位で、脈動の周期が大きく変わるものもある。これは、核の近くのヘリウムの殻が一時的に密度が高くなって熱せられ、核融合が起こるためだと考えられている。この過程は全てのミラ型変光星で起こると予測されるが、恒星の生涯に比べると比較的この期間が短く、既知の数千個のミラ型変光星のうち、うみへび座R星等の数個でしか観測できていない。
ミラ型変光星は、明るさが大きく変化するため、アマチュア天文学者の観測のターゲットとして人気がある。ミラを含むいくつかのミラ型変光星は、信頼性のある観測データを数世紀も遡って得ることができる。
ミラ型変光星は比較的金属量が豊富な環境で生まれると考えられてきたが、非常に金属量が枯渇したろくぶんぎ座矮小楕円体銀河([Fe/H]~-2)でミラ型変光星が発見された。